# Олівер (Британська Колумбія)
Олівер (англ. Oliver) — містечко в Канаді, у провінції Британська Колумбія, у складі регіонального округу Оканаган-Сімілкамін.

## Населення
За даними перепису 2016 року, містечко нараховувало 4928 осіб, показавши зростання на 2,2%, порівняно з 2011-м роком. Середня густина населення становила 896 осіб/км².
З офіційних мов обидвома одночасно володіли 210 жителів, тільки англійською — 4 470, а 110 — жодною з них. Усього 860 осіб вважали рідною мовою не одну з офіційних, з них. 20 — українську.
Працездатне населення становило 49,3% усього населення, рівень безробіття — 6,7% (6,1% серед чоловіків та 6,9% серед жінок). 87,3% осіб були найманими працівниками, а 12,2% — самозайнятими.
Середній дохід на особу становив $34 971 (медіана $28 618), при цьому для чоловіків — $40 714, а для жінок $29 983 (медіани — $33 549 та $25 621 відповідно).
31,6% мешканців мали закінчену шкільну освіту, не мали закінченої шкільної освіти — 20,5%, 47,8% мали післяшкільну освіту, з яких 21,3% мали диплом бакалавра, або вищий, 15 осіб мали вчений ступінь.
| Статево-вікова структура населення | Статево-вікова структура населення | Статево-вікова структура населення | Статево-вікова структура населення | Статево-вікова структура населення |
| ---------------------------------- | ---------------------------------- | ---------------------------------- | ---------------------------------- | ---------------------------------- |
|                                    |                                    |                                    |                                    |                                    |
| Всього                             | Всього                             | 47,0%53,0%                         |                                    |                                    |
| 0 — 14 років                       | 0 — 14 років                       |                                    | 12,3%                              | 12,3%                              |
| 15 — 64 років                      | 15 — 64 років                      |                                    | 51,4%                              | 51,4%                              |
| 65 і більше                        | 65 і більше                        |                                    | 36,3%                              | 36,3%                              |
| 85 і більше                        | 85 і більше                        |                                    | 5,5%                               | 5,5%                               |
| 100 і більше                       | 100 і більше                       |                                    | 0,1%                               | 0,1%                               |
| Середній вік (років)               | Середній вік (років)               | 50,352,4                           | 51,4                               | 51,4                               |
| Медіана (років)                    | Медіана (років)                    | 56,657,7                           | 57,3                               | 57,3                               |
| — чоловіки — жінки                 |                                    |                                    |                                    |                                    |

| Походження мешканців:     | Походження мешканців:     | Походження мешканців: | Походження мешканців: | Походження мешканців: |
| ------------------------- | ------------------------- | --------------------- | --------------------- | --------------------- |
| Походження                |                           |                       | осіб                  | %                     |
| Корінні американці        | Корінні американці        |                       | 250                   | 5.34%                 |
| Інше північноамериканське | Інше північноамериканське |                       | 1 135                 | 24.23%                |
| Європейське               | Європейське               |                       | 3 690                 | 78.76%                |
| британське                | британське                |                       | 2 320                 | 49.52%                |
| французьке                | французьке                |                       | 475                   | 10.14%                |
| українське                | українське                |                       | 360                   | 7.68%                 |
| Латинськоамериканське     | Латинськоамериканське     |                       | 75                    | 1.6%                  |
| Карибське                 | Карибське                 |                       | 10                    | 0.21%                 |
| Африканське               | Африканське               |                       | 10                    | 0.21%                 |
| Азійське                  | Азійське                  |                       | 550                   | 11.74%                |
| Океанійське               | Океанійське               |                       | 10                    | 0.21%                 |

| Зайнятість населення за галузями (за класифікацією NOC): | Зайнятість населення за галузями (за класифікацією NOC): | Зайнятість населення за галузями (за класифікацією NOC): | Зайнятість населення за галузями (за класифікацією NOC): | Зайнятість населення за галузями (за класифікацією NOC): |
| -------------------------------------------------------- | -------------------------------------------------------- | -------------------------------------------------------- | -------------------------------------------------------- | -------------------------------------------------------- |
|                                                          |                                                          |                                                          |                                                          |                                                          |
| Управління                                               | Управління                                               |                                                          | 10,5%                                                    | 10,5%                                                    |
| Бізнес, фінанси та адміністрування                       | Бізнес, фінанси та адміністрування                       |                                                          | 14,8%                                                    | 14,8%                                                    |
| Природничі та прикладні науки                            | Природничі та прикладні науки                            |                                                          | 2%                                                       | 2%                                                       |
| Охорона здоров'я                                         | Охорона здоров'я                                         |                                                          | 6,5%                                                     | 6,5%                                                     |
| Освіта, правозахист, муніципальні та урядові служби      | Освіта, правозахист, муніципальні та урядові служби      |                                                          | 7,8%                                                     | 7,8%                                                     |
| Мистецтво, культура, відпочинок та спорт                 | Мистецтво, культура, відпочинок та спорт                 |                                                          | 1%                                                       | 1%                                                       |
| Роздрібна торгівля та послуги                            | Роздрібна торгівля та послуги                            |                                                          | 24,5%                                                    | 24,5%                                                    |
| Гуртова торгівля, транспорт та обладнання                | Гуртова торгівля, транспорт та обладнання                |                                                          | 18,5%                                                    | 18,5%                                                    |
| Природні ресурси, сільське господарство                  | Природні ресурси, сільське господарство                  |                                                          | 9,5%                                                     | 9,5%                                                     |
| Виробництво                                              | Виробництво                                              |                                                          | 4,5%                                                     | 4,5%                                                     |

## Клімат
Середня річна температура становить 8,9°C, середня максимальна – 24,5°C, а середня мінімальна – -10,2°C. Середня річна кількість опадів – 314 мм.
| Клімат поселення                              | Клімат поселення | Клімат поселення | Клімат поселення | Клімат поселення | Клімат поселення | Клімат поселення | Клімат поселення | Клімат поселення | Клімат поселення | Клімат поселення | Клімат поселення | Клімат поселення | Клімат поселення |
| Показник                                      | Січ.             | Лют.             | Бер.             | Квіт.            | Трав.            | Черв.            | Лип.             | Серп.            | Вер.             | Жовт.            | Лист.            | Груд.            |                  |
| Середній максимум, °C                         | 3,97             | 7,38             | 11,67            | 16,28            | 20,75            | 24,52            | 24,27            | 24,24            | 18,88            | 12,32            | 5,83             | 1,42             |                  |
| Середня температура, °C                       | −3,13            | 0,28             | 4,56             | 9,20             | 13,66            | 17,43            | 20,65            | 20,64            | 15,27            | 8,70             | 2,23             | −2,19            |                  |
| Середній мінімум, °C                          | −10,23           | −6,82            | −2,52            | 2,10             | 6,57             | 10,33            | 17,05            | 17,02            | 11,67            | 5,10             | −1,38            | −5,8             |                  |
| Норма опадів, мм                              | 28               | 22               | 21               | 23               | 33               | 36               | 26               | 24               | 18               | 18               | 29               | 36               |                  |
| Середньомісячна швидкість вітру, м/с          | 2.20             | 2.18             | 2.58             | 2.76             | 2.68             | 2.62             | 2.60             | 2.46             | 2.26             | 2.26             | 2.34             | 2.30             |                  |
| Середньомісячна сонячна радіація, кДж/м²·день | 3381             | 6838             | 11549            | 16637            | 20276            | 22017            | 23406            | 20143            | 14546            | 8395             | 3950             | 2676             |                  |
| --------------------------------------------- | ---------------- | ---------------- | ---------------- | ---------------- | ---------------- | ---------------- | ---------------- | ---------------- | ---------------- | ---------------- | ---------------- | ---------------- | ---------------- |
| Джерело:                                      |                  |                  |                  |                  |                  |                  |                  |                  |                  |                  |                  |                  |                  |